# 晋桥
晋桥，位于中国山西省襄汾县襄陵镇北门外北街村，是一座3孔石拱桥，因桥跨汾河的支流晋水而得名。桥长30米，桥宽7.7米，始建于宋嘉祐六年（1061年），明嘉靖年间增建过亭、边栏。清顺治九年（1652年）建桥廊，共有11间,两侧共排列51根木柱。桥廊于1938年被日军烧毁。1960年桥面铺沥青，公路由此经过。1998年公路改道。。1984年9月，晋桥公布为襄汾县文物保护单位。